# Mount Bolton (Antarktika)
Mount Bolton ist ein markanter und 2840 m hoher Berg im westantarktischen Marie-Byrd-Land. In der westlichen Wisconsin Range der Horlick Mountains ragt er 10 km südöstlich des Mount Soyat an der Ostflanke des Reedy-Gletschers auf.
Der United States Geological Survey kartierte den Berg anhand eigener Vermessungen und mittels Luftaufnahmen der United States Navy zwischen 1960 und 1964. Das Advisory Committee on Antarctic Names benannte ihn 1967 nach Leutnant James L. Bolton, Hubschrauberpilot bei der Operation Deep Freeze der Jahre 1965, 1966 und 1967.